# Hylaeus jantaris
Hylaeus jantaris är en biart som beskrevs av Dathe 1980. Hylaeus jantaris ingår i släktet citronbin, och familjen korttungebin. Inga underarter finns listade i Catalogue of Life.